# Eryphus flavicollis
Eryphus flavicollis är en skalbaggsart som först beskrevs av Fisher 1938.  Eryphus flavicollis ingår i släktet Eryphus och familjen långhorningar.
Artens utbredningsområde är Uruguay. Inga underarter finns listade i Catalogue of Life.